# نصرالدین (دهانه)
نصرالدین یک دهانه برخوردی در بزرگترین ماه پلوتون، کارون است. این دهانه اولین بار توسط کاوشگر فضایی نیوهورایزنزِ ناسا در سال ۲۰۱۵ مشاهده شد. این نام به‌واسطه ملانصرالدین، قهرمان داستان‌های طنز در سراسر خاورمیانه، جنوب اروپا و بخش‌های آسیایی، بر روی این دهانه گذاشته شده‌است. محل دهانهٔ نصرالدین در نیمکرهٔ شمالی پلوتون در کارون است.